# Way Halom (Gunung Alip)
Way Halom is een bestuurslaag in het regentschap Tanggamus van de provincie Lampung, Indonesië. Way Halom telt 1392 inwoners (volkstelling 2010).